# Route P3 (Lettonie)
Pour les articles homonymes, voir P3.
La route P3 (Autoceļš P3) est une  route régionale de Lettonie reliant Garkalne à Alauksts.
Elle a une longueur de 92,7 km.

## Présentation
La route P3 Garkalne—Alauksts est une route régionale dont la longueur totale est de 92,7 km.
La route part de l'autoroute A2.
Elle se termine au lac Alaukst en croisant la route P30 a proximité de Vecpiebalga.